# المجلة الأمريكية لعلم الاجتماع
المجلة الأمريكية لعلم الاجتماع (بالإنجليزية: American Journal of Sociology)‏ هي مجلة أكاديمية نصف شهرية محكمة تنشر الأبحاث الأصلية ومراجعات الكتب في مجال علم الاجتماع والعلوم الاجتماعية ذات الصلة. تأسست عام 1895 بوصفها أول مجلة في تخصصها. محررها الحالي هو جون ليفي مارتن. طوال تاريخها، احتضنت المجلة جامعة شيكاغو ونشرتها مطبعة جامعة شيكاغو.

## المحررون السابقون
رؤساء التحرير السابقون للمجلة هم:
- البيون وودبوري سمول [الإنجليزية] (1895–1926)
- ألسويرث فارس (1933–1936)
- إرنست بورغس (1936–1940)
- هربرت بلامر (1940–1952)
- إيفرت هيوز (1952–1957)
- بيتر إتش روسي (1957–1958)
- إيفرت هيوز (1959–1960)
- بيتر بلاو (1960–1966)
- سي. أرنولد أندرسون [الإنجليزية] (1966–1973)
- تشارلز بيدويل (1973–1978)
- إدوارد لومان [الإنجليزية] (1978–1984)
- وليام باريش [الإنجليزية] (1984–1992)
- مارتا تيندا [الإنجليزية] (1992–1996)
- إدوارد لومان [الإنجليزية] (1996–1997)
- روجر غولد [الإنجليزية] (1997–2000)
- أندرو أبوت (2000–2016)
- إليزابيث كليمنس [الإنجليزية] (2016–2022)
- جون ليفي مارتن [الإنجليزية] (2022– حالياً)

من عام 1926 إلى عام 1933، شارك في تحرير المجلة عدد من أعضاء هيئة التدريس بجامعة شيكاغو بما في ذلك إلسويرث فارس، وروبرت إي. بارك، وإرنست بورغيس، وفاي كوبر كول [الإنجليزية]، وماريون تالبوت، وفريدريك ستار، وإدوارد سابير، ولويس ويرث، وإيلر سيمبسون، وإدوارد ويبستر، وإدوين سذرلاند، وويليام أوغبورن، وهربرت بلامر، وروبرت ردفيلد.

## الاستخلاص والفهرسة
وفقًا لتقارير الاستشهاد بالمجلات الأكاديمية، كان عامل التأثير للمجلو في عام 2019 هو 3.232، ممّا جعلها تحتل المرتبة الثامنة من بين 150 مجلة في فئة علم الاجتماع.

## جائزة روجر غولد
في عام 2002، أنشأت المجلة الأمريكية لعلم الاجتماع جائزة روجر غولد [الإنجليزية] تخليداً لذكرى محررها السابق. تُمنح جائزة قدرها 1000 دولار سنويًا في الاجتماع السنوي للجمعية الأمريكية لعلم الاجتماع إلى الورقة البحثية المنشورة في المجلد السابق من المجلة التي تجسد بشكل واضح مثلما كان غولد يراها، من خلال الوضوح والصرامة والطموح العلمي المجتمع مع الخيال من جهة، والإهتمام الملموس والدقة والأهمية العلمية من جهة أخرى. الفائزون هم: بيتر بيرمان [الإنجليزية] ، وجون ليفي مارتن، ومايكل جي روزنفيلد،، وإليزابيث إي بروش، وروبرت دي ماري، وشيلي كوريل [الإنجليزية]، وروبرتو غارفيّا.